# Liga Premier de Sierra Leona
La Liga Premier de Sierra Leona es la máxima categoría del fútbol en Sierra Leona, fue fundada en 1967 y es organizada por la Asociación de Fútbol de Sierra Leona.
El equipo campeón obtiene la clasificación a la Liga de Campeones de la CAF.

## Equipos 2019

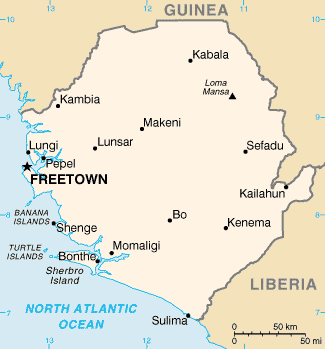
Sierra Leona.

| Club                 | Ciudad     | Estadio               |
| -------------------- | ---------- | --------------------- |
| Anti Drugs Strikers  | Newton     | Dems field Wellington |
| Bo Rangers FC        | Bo         | Bo Stadium            |
| Central Parade FC    | Freetown   | Estadio Nacional      |
| Diamond Stars FC     | Koidu Town | Koidu Sports Stadium  |
| East End Lions FC    | Freetown   | Estadio Nacional      |
| Freetown City FC     | Freetown   | Estadio Nacional      |
| Eastern Tigers Stars | Lungi      | Lungi Field           |
| Kallon FC            | Freetown   | Estadio Nacional      |
| Mighty Blackpool FC  | Freetown   | Estadio Nacional      |
| Old Edwardians FC    | Freetown   | Estadio Nacional      |
| Ports Authority FC   | Freetown   | Estadio Nacional      |
| Kamboi Eagles FC     | Kenema     | Town Field            |
| RSLAF FC             | Makeni     | EBK Stadium           |

## Palmarés

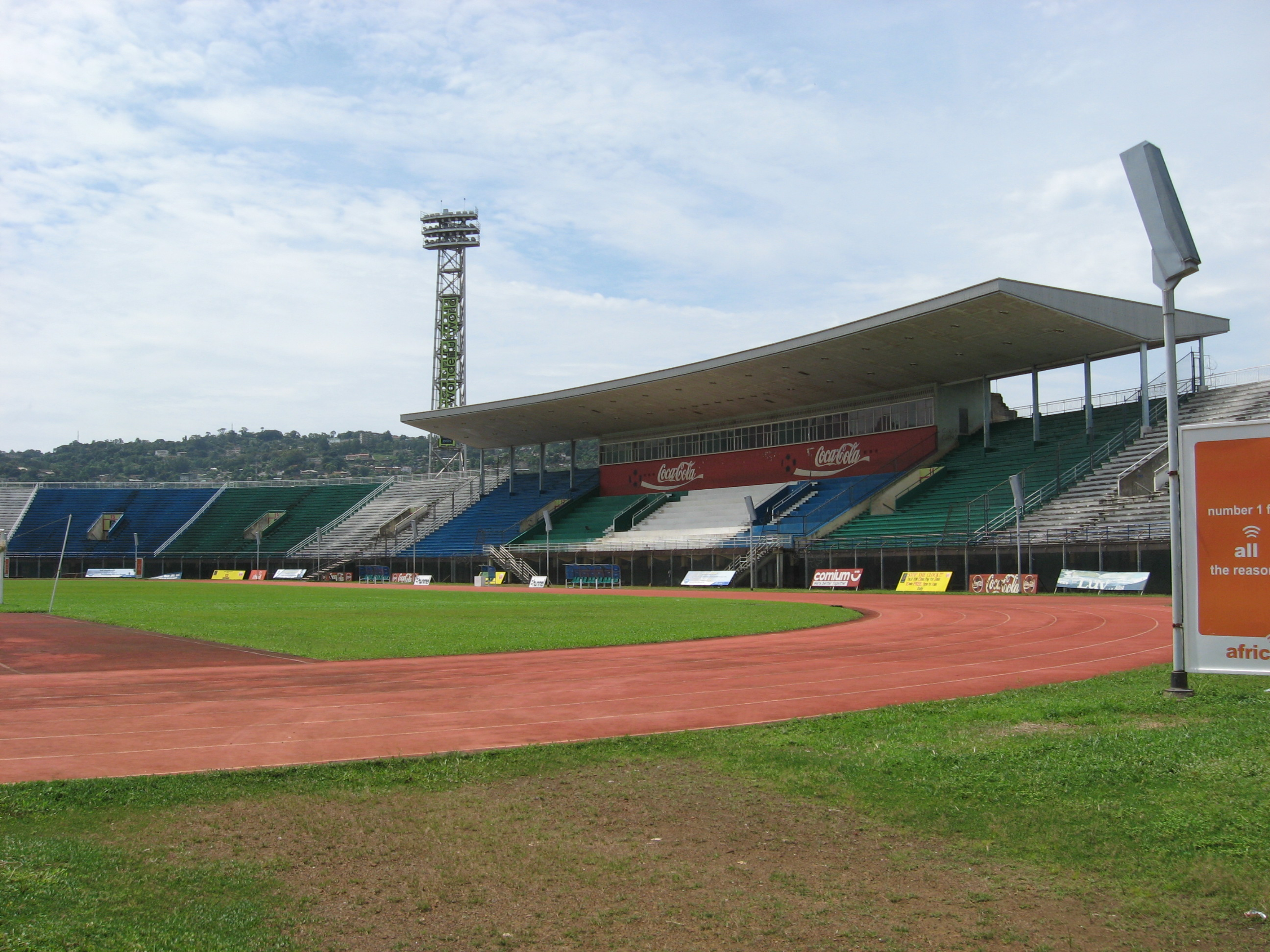
Estadio Nacional de Sierra Leona.

| Temporada       | Campeón                                      | Subcampeón                                   |
| Western Area FA | Western Area FA                              | Western Area FA                              |
| --------------- | -------------------------------------------- | -------------------------------------------- |
| 1967            | Mighty Blackpool                             |                                              |
| 1968            | Old Edwardians                               |                                              |
| 1969            | Bolton Nationale                             |                                              |
| 1970            | Ports Authority FC                           |                                              |
| 1971            | Ports Authority FC                           |                                              |
| 1972-73         | Desconocido                                  |                                              |
| 1974            | Mighty Blackpool                             |                                              |
| 1975-76         | Mighty Blackpool                             |                                              |
| 1976-77         | No finalizó                                  |                                              |
| 1977-78         | Mighty Blackpool                             |                                              |
| 1979            | Desconocido                                  |                                              |
| National League |                                              |                                              |
| 1980            | East End Lions FC                            | Real Republicans FC                          |
| 1981            | Real Republicans FC                          | Kamboi Eagles FC                             |
| 1982            | Kallon FC                                    | Port Loko District                           |
| 1983            | Real Republicans FC                          |                                              |
| 1984            | Real Republicans FC                          |                                              |
| 1985            | East End Lions FC                            |                                              |
| 1986            | Kallon FC                                    |                                              |
| 1987            | Kallon FC                                    |                                              |
| 1988            | Mighty Blackpool FC                          |                                              |
| 1989            | Freetown United FC                           | Real Republicans FC                          |
| 1990            | Old Edwardians FC                            | Freetown United FC                           |
| 1991            | Mighty Blackpool FC                          | East End Lions FC                            |
| 1992            | East End Lions FC                            | Diamond Stars FC                             |
| 1993            | East End Lions FC                            | Mighty Blackpool FC                          |
| 1994            | East End Lions FC                            | Mighty Blackpool FC                          |
| 1995            | Ports Authority FC                           |                                              |
| 1996            | Mighty Blackpool FC                          |                                              |
| 1997            | East End Lions FC                            |                                              |
| 1998            | Mighty Blackpool FC                          |                                              |
| 1999            | East End Lions FC                            |                                              |
| 2000            | Mighty Blackpool FC                          | Ports Authority FC                           |
| 2001            | Mighty Blackpool FC                          | Old Edwardians FC                            |
| 2001–02         | No disputado                                 | No disputado                                 |
| 2002–03         | No disputado                                 | No disputado                                 |
| 2003–04         | No disputado                                 | No disputado                                 |
| 2004–05         | East End Lions FC                            | Kallon FC                                    |
| 2005–06         | Kallon FC                                    | East End Lions FC                            |
| 2006–07         | No disputado                                 | No disputado                                 |
| 2007–08         | Ports Authority FC                           | Kallon FC                                    |
| 2008–09         | East End Lions FC                            | Central Parade FC                            |
| 2009–10         | East End Lions FC                            | Kallon FC                                    |
| 2010–11         | Ports Authority FC                           | Kallon FC                                    |
| 2011–12         | Diamond Stars FC                             | Kallon FC                                    |
| 2013            | Diamond Stars FC                             | Republic of Sierra Leone Armed Forces        |
| 2014            | East End Lions FC                            | Gem Stars FC                                 |
| 2015            | No disputado                                 | No disputado                                 |
| 2016            | No disputado. Liga rebelde suspendida        | No disputado. Liga rebelde suspendida        |
| 2017            | No disputado                                 | No disputado                                 |
| 2018            | No disputado                                 | No disputado                                 |
| 2019            | East End Lions FC                            | Kallon FC                                    |
| 2020            | Abandonado debido a la pandemia del COVID-19 | Abandonado debido a la pandemia del COVID-19 |
| 2021–22         | Bo Rangers FC                                | East End Lions FC                            |
| 2022–23         | Bo Rangers FC                                | Mighty Blackpool FC                          |
| 2023-24         | Bo Rangers FC                                | Bhantal FC                                   |

## Títulos por club
| Club                             | Ciudad     | Títulos | Años campeón                                                           |
| -------------------------------- | ---------- | ------- | ---------------------------------------------------------------------- |
| East End Lions FC                | Freetown   | 12      | 1980, 1985, 1992, 1993, 1994, 1997, 1999, 2005, 2009, 2010, 2014, 2019 |
| Mighty Blackpool FC              | Freetown   | 10      | 1967, 1974, 1976, 1978, 1988, 1991, 1996, 1998, 2000, 2001             |
| Ports Authority FC               | Freetown   | 5       | 1970, 1971, 1995, 2008, 2011                                           |
| Kallon FC (Sierra Fisheries)     | Freetown   | 4       | 1982, 1986, 1987, 2006                                                 |
| Real Republicans FC              | Freetown   | 3       | 1981, 1983, 1984                                                       |
| Bo Rangers FC                    | Bo         | 3       | 2022, 2023, 2024                                                       |
| Diamond Stars FC                 | Koidu Town | 2       | 2012, 2013                                                             |
| Old Edwardians FC                | Freetown   | 2       | 1968, 1990                                                             |
| Freetown City FC (Freetown Utd.) | Freetown   | 1       | 1989                                                                   |